# Lygistorrhina nassreddineri
Lygistorrhina nassreddineri är en tvåvingeart som beskrevs av Loïc Matile 1979. Lygistorrhina nassreddineri ingår i släktet Lygistorrhina och familjen Lygistorrhinidae. Inga underarter finns listade i Catalogue of Life.